# Volker Neumüller

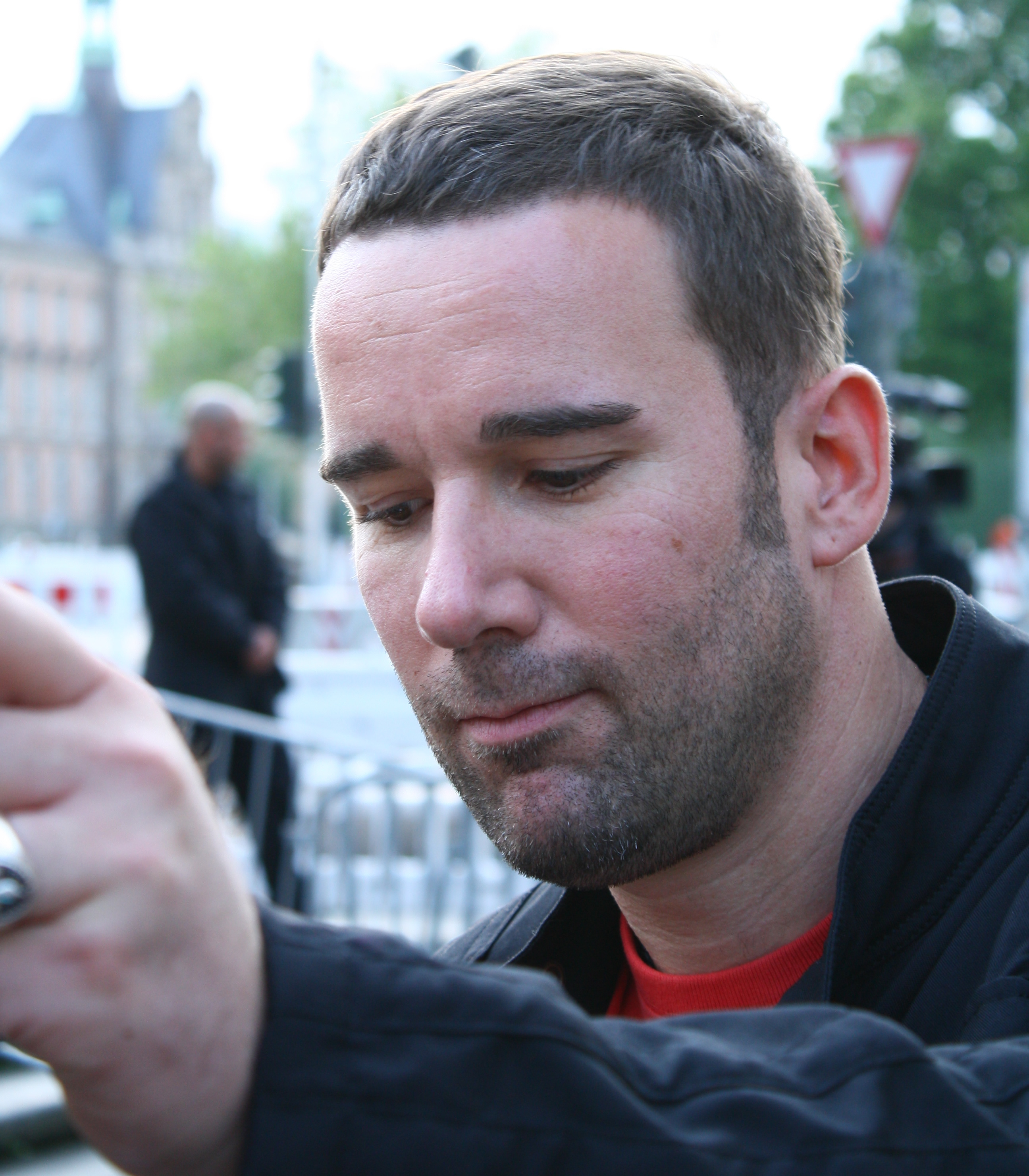
Volker Neumüller (2009)

Volker Neumüller (* 18. Oktober 1969 in Cuxhaven) ist ein deutscher Musikmanager.

## Leben
Neumüller ist seit 1987 in der Musikindustrie tätig und gründete in jenem Jahr zunächst seine eigene Management- und Booking-Firma. 1991 wurde er zum A&R-Director von PolyGram. 1996 schloss sich Neumüller als Geschäftsführer der Plattenfirma Mega Records an. Drei Jahre später ging er zur BMG nach Berlin und wurde dort A&R-Director und stellvertretender Geschäftsführer. In den Jahren 2002 bis 2004 war Neumüller General Manager bei Sony/Epic. Ein Jahr später gründete er seine Firma 313 Music als Record Label, Management und TV-Produktionsfirma mit Künstlern wie Mark Medlock, Melanie C, Linda Teodosiu, Lukas Hilbert, Ben, Alex Christensen/U 96, Kate Hall, Das Bo, DJ Ötzi und weiteren.
Seit der vierten Staffel der Castingshow Deutschland sucht den Superstar hat Neumüller das Management der Gewinner übernommen und wurde in der sechsten Staffel Nachfolger von Max von Thun als Jury-Mitglied. Diese Aufgabe übernahm er auch in der siebten Staffel, bis er in der achten durch Patrick Nuo ersetzt wurde, um sich wieder ganz dem Management zu widmen. Von 2013 bis 2020 übernahm Neumüller das Management von DSDS-Siegerin (zehnte Staffel) Beatrice Egli.
Im Management von Volker Neumüller sind nunmehr auch Senen (Jan „Seven“ Dettwyler), Ella Endlich, Mokaby, EMY, ToneNation und Nico Suave.